# Boeing NB
Boeing NB (hay Model 21) là một máy bay huấn luyện sơ cấp được phát triển cho Hải quân Hoa Kỳ năm 1924. Nó là một máy bay có cấu hình theo quy ước thông thường, bộ phận hạ cánh đổi từ bánh sang phao để hạ cánh trên mặt nước. Phi công và giáo viên được bố trí trong hai buồng lái mở trước và sau.
Những chiếc NB được sản xuất trong hai đợt; đợt đầu (NB-1) là những chiếc được trang bị động cơ bố trí tròn và đợt hai được trang bị động cơ Vee-8 dư thừa sau Chiến tranh Thế giới I có trong kho của Hải quân. Nguyên mẫu đầu tiên được đánh giá bởi hải quân, họ kết luận máy bay quá dễ dàng để bay, và do đó được sử dụng hạn chế như một máy bay huấn luyện. Nói riêng, nó không thể quay nhào lộn được. Thiết kế NB-1 đã có một số điểm bất ổn định, nhưng nó được nhanh chóng khám phá rằng trong khi nó có thể quay tròn nhưng lại không thể khôi phục lại tư thế bay cũ. Một loạt những cải tiến đã được thực hiện trên máy bay.

## Các phiên bản
- VNB-1 - nguyên mẫu (1 chiếc)
- NB-1 - phiên bản sản xuất ban đầu với động cơ bố trí tròn Lawrance J-1 (41 chiếc)
- NB-2 - phiên bản sản xuất với động cơ Wright-Hispano E (30 chiếc)
- NB-3 - một chiếc NB-1 có thân được làm dài hơn và sửa đổi bộ phân jcanhs để cải thiện khả năng điều khiển và trang bị động cơ Hispano-Suiza E. Sau này trở lại tiêu chuẩn của NB-1
- NB-4 - một chiếc NB-1 chuyển đổi tương tự NB-3, nhưng với động cơ Lawrance J-1. Sau này trở lại tiêu chuẩn của NB-1

## Thông số kỹ thuật (NB-1)

### Đặc điểm riêng
- Phi đoàn: 2
- Chiều dài: 28 ft 9 in (8.76 m)
- Sải cánh: 36 ft 10 in (11.23 m)
- Chiều cao: 11 ft 8 in (3.56 m)
- Diện tích cánh: 344 ft² (32.0 m²)
- Trọng lượng rỗng: 2.136 lb (969 kg)
- Trọng lượng cất cánh: 2.837 lb (1.287 kg)
- Trọng lượng cất cánh tối đa: n/a
- Động cơ: 1 × Lawrance J-1, 200 hp (149 kW)

### Hiệu suất bay
- Vận tốc cực đại: 100 mph (160 km/h)
- Tầm bay: 300 dặm (480 km)
- Trần bay: 10.200 ft (3.110 m)
- Vận tốc lên cao: 510 ft/min (2.6 m/s)
- Lực nâng của cánh: n/a
- Lực đẩy/trọng lượng: n/a

### Vũ khí
- 1 × súng máy 30 (tùy chọn, dùng huấn luyện xạ thủ)